# カイロ宣言

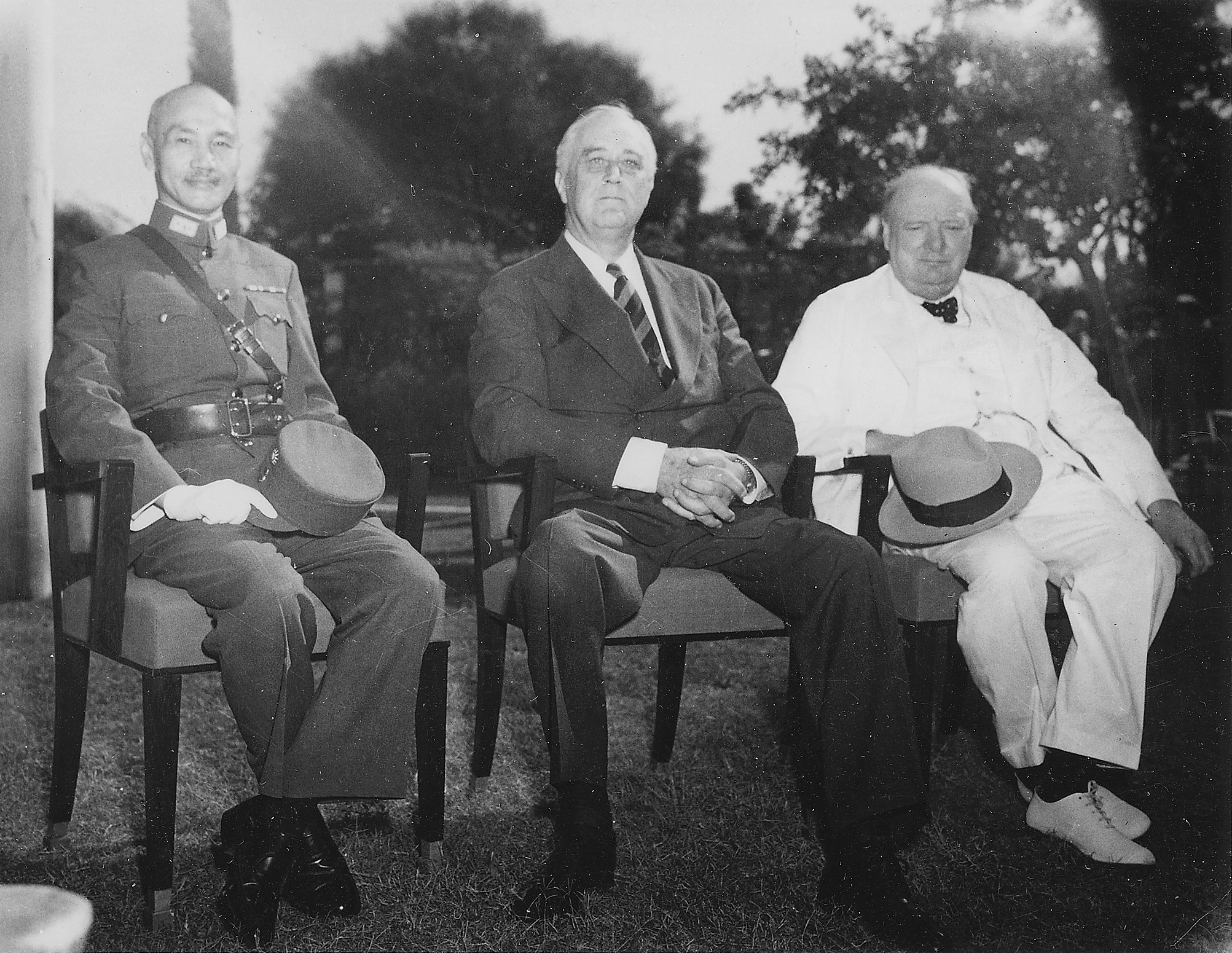
カイロ会談における蒋・ルーズベルト・チャーチル（1943年11月25日）

カイロ宣言（カイロせんげん、Cairo Declaration）は、第二次世界大戦中の1943年（昭和18年）に開かれたカイロ会談を経て示された宣言。軍事行動を前提とした連合国の対日方針などが定められた。

## 概要

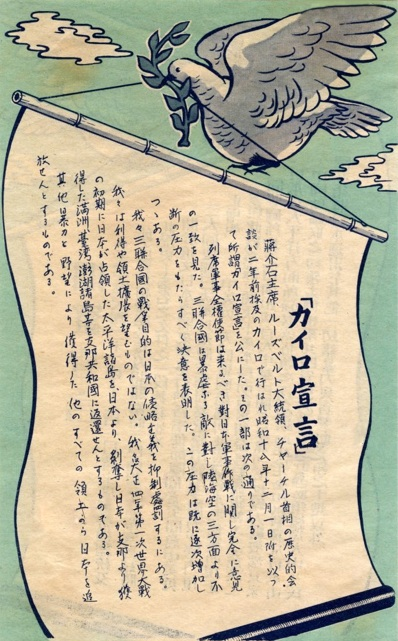
米軍機から日本統治時代の台湾にばら撒かれたカイロ宣言の内容を示すビラ

対日方針を協議するため1943年（昭和18年）11月22日からエジプトのカイロで開催されたフランクリン・ルーズベルト米大統領、ウィンストン・チャーチル英首相、蔣介石中華民国国民政府主席による首脳会談を受けて、12月1日に発表された「カイロ宣言」。蔣は会談で、ルーズベルトの問いに答え、皇室存廃に関しては日本国民自身の決定に委ねるべきだと論じた。米国が起草した宣言案を英国が修正し、日本の降伏と、満洲・台湾・澎湖諸島の中華民国への返還、朝鮮の自由と独立などに言及した宣言が出された。カイロ宣言の対日方針は、その後連合国の基本方針となり、ポツダム宣言に継承された。

## 蔣介石のカイロ会談参加
この会談後、中華民国は国際社会における声望を一定の位置に高めた。チャーチルの回顧録によると、カイロ会談は蔣介石もしくは宋美齢にとっては権力の絶頂だった。蔣介石は支援がふんだんに貰えると聞いて夫人同伴でカイロに来た。そして日本を無条件降伏させるまで戦う事を約束した。チャーチルはカイロ会談への蔣介石の出席に反対していた。一方、ルーズベルトは蔣介石を出席させ、中華民国に過剰な期待をかけていた。
ルーズベルトの狙いは、抗日戦を断念して連合国の戦線から脱落する恐れがあった中華民国を、米英ソの三巨頭に加えて祭り上げ、台湾の割譲や常任理事国入りさせて激励させて士気を高めさせることだったと言われている。呂秀蓮元副総統も「カイロ会議は当時のルーズベルト大統領が中華民国と日本が単独講和をし、蔣介石・元総統が講和を安易に受け入れるのを避け、満州・台湾・澎湖島等を中華民国に返還させるためのもの」と述べた。
ただしルーズベルトは中国戦線の実態を認識していなかった。中華民国は開戦以来から対日戦に劣勢であり、中国共産党軍との連携にも消極的で、国共内戦すら再発しかねなかった。しかも1942年に日本軍がビルマの援蔣ルートを遮断したため、装備・物資がヒマラヤ越えでしか供給されなくなった。
ルーズベルトはカイロ会談後の12月6日、中華民国へ派遣されている外交官やジョセフ・スティルウェルから、次日本軍に攻勢されれば国民党政府が倒壊すると冷水を浴びせられた。スティルウェルは中華民国からアメリカ軍が日本本土を空襲計画することにも反対した。日本軍の内陸部侵攻を招くためだった。大日本帝国陸軍はカイロ宣言の翌年、大陸打通作戦を成功。中華民国軍の対日戦線をほぼ崩壊させた。
そこでアメリカは、中国大陸を反攻拠点とする当初計画を変更。マリアナ・フィリピン経由で日本を攻略することにした。カイロ宣言は戦術的誤算があったことになる。蔣介石はカイロ会談後、連合国の重要会議であるテヘラン会談、ヤルタ会談とポツダム会談に招かれなくなった。蔣介石は1944年には裏で繆斌を通じた対日和平工作を行った。

## カイロ宣言の有効性について
台湾独立派を中心にカイロ宣言は外交的に有効な宣言ではなかったとする主張がなされている。

### 民進党政権の主張
2008年3月、当時の中華民国総統・陳水扁はインタビューの中で、中華人民共和国がカイロ宣言を根拠に台湾の領有を主張していることに対して、同宣言は
- 時間と日付が記されていない
- 3首脳のいずれも署名がなく、事後による追認もなく、授権もない
- そもそもコミュニケではなく、プレスリリース、声明書に過ぎない

と発言している。
陳は、イギリス首相ウィンストン・チャーチルが1955年2月1日の議会答弁で「『カイロ宣言』に基づいて中国が台湾に対する主権を有するということには同意できない」と答えたと主張し、「3人（ルーズベルト、チャーチル、蔣）にはそもそもコンセンサスなどなく、そのため署名もなかったのだということが見てとれる」と述べている。ただしこの答弁でチャーチルは、中国（China）とはどの中国を指すか（中華人民共和国か中華民国か）との問いに明確に返答しておらず、また、実際の議事録でカイロ宣言を明示的に否定したくだりはない。

### 「台湾の声」の主張
独立派系のEメールマガジン「台湾の声」は日本の国立国会図書館に対し、各国代表によるカイロ宣言への署名は行われていないとして、署名について言及している記事を訂正すべきであるとの主張を行った。「台湾の声」は、図書館側が事実関係について調査した結果、「11月27日に各国代表による署名が行われた」との確かな資料は発見できなかったとして、カイロ宣言に関する記事から「署名」のくだりを削除したと報じた。
後のポツダム宣言には第8条に「カイロ宣言の条項は履行すべき」と明記されており、連合国の元首により署名され、更に日本の降伏文書には「ポツダム宣言の条項を受け、履行すべき」と明記し、連合国とともに日本にも署名されたが、これについても、無署名のものに対して「宣言」としていること自体が誤りでありポツダム宣言の第8条「カイロ宣言の条項は履行すべき」の部分は無効であるとの主張がある。

### 中華民国外交部の見解
中華民国の外交部（外務省に相当）は2014年1月21日付で見解を発表しており、カイロ宣言は法的実質拘束力があり法的効力要件を備えた条約協定であることに疑いの余地はないとしている。根拠は以下の通り。
- 1945年7月26日のポツダム宣言の第8条がカイロ宣言を参照しており、1945年9月2日の日本の降伏文書でポツダム宣言受諾が明記されている。
- ウィーン条約法条約第2条によれば、名称は条約の特性に影響しない。
- 国際司法裁判所は1978年のエーゲ海大陸棚事件で、共同コミュニケが国際協定となることができると指摘している。
- ジェニングス元国際司法裁判所長による『オッペンハイム国際法』第1巻第9版には「未調印および仮調印の文書、例えばプレスリリースであっても国際協定とすることができる」と説明されている。
- 常設国際司法裁判所は1933年4月15日に東部グリーンランド事件に関する判決の中で、一国の外相が外国の公使に対してその職務範囲内で答えたことは、その当該国を拘束するものであると指摘している。したがって、3カ国の首脳が発表した正式な宣言は、法的には調印国に対して拘束力をもつ。
- カイロ宣言は、米国国務省が1969年に出版した『米国1776-1949条約及び国際協定編纂』（Bevans, Treaties and Other International Agreements of the United States of America 1776-1949）第3冊に収録されている。米国政府から見てもカイロ宣言は法的拘束力をもつ文書である。
- 米国のトルーマン大統領は1950年1月5日の記者会見で「台湾はすでに蒋介石総統に引き渡しており、米国および連合国は過去4年の間に中国が台湾の主権を有していることを認識した」と発言している。
- 1959年に米国国務省法律顧問室が台湾の地位問題について発表した文書では、台湾がカイロ宣言等の一連の国際文書に基づきすでに中華民国に返還され、当時の連合国もこれを受け入れたとの立場を改めて表明している。

### アメリカとイギリスの見解
アメリカ政府はこの宣言を意志表明であり、正式に実施・実行されたことはないとみなしている。
1950年11月、アメリカ国務省は、台湾と澎湖諸島の主権を中国に回復する正式な行為はまだ行われていないと発表した。
1955年2月、ウィンストン・チャーチルはカイロ宣言は時代遅れであると述べた。チャーチルは下院で演説し、カイロ宣言は「共通の目的の表明に過ぎず」、台湾の将来の主権問題はサンフランシスコ平和条約では未決定のままであると述べた。1955年5月、イギリス政府高官はこの見解を繰り返し、「中国国民党は1945年に台湾と澎湖諸島の軍事占領を開始した。しかし、これらの地域は1952年まで日本の主権下にあった。」とし、次のように述べている。
「カイロ宣言」は意志の表明という形で表現されたものであり、単なる意志の表明に過ぎないから、その時点の意志を述べている限りにおいて拘束力を持つに過ぎず、それだけでは主権を移譲することはできない。
1971年4月、アメリカ国務省の報道官はプレスリリースで、アメリカ政府は台湾の地位は未確定とみなしており、カイロ宣言は連合国の目的声明であり、正式に実施・実行されることはなかったと述べた。

### 日本政府の見解
日本は「台湾が中華人民共和国の不可分の一部だと表明する中国の立場を理解し尊重する」が承認はしないという立場から、カイロ宣言は「領土を定めたものではない」としている。
- 1961年3月、参議院予算委員会で日本共産党の議員が「カイロ宣言、ポツダム宣言、降伏文書の精神により、台湾は中国に返還された」と発言したが、外務大臣は「カイロ宣言の条項が履行されるべきことはポツダム宣言に明記されており、日本の降伏文書に従って、我々はポツダム宣言に従うと発表した。しかし、いわゆる日本の降伏文書は、休戦の性質を有しており、領土処分の性質を有していない。」と答えた。[15]
- 日本はカイロ宣言の当事者ではないが、連合国による政策の宣言と認識[16]
- 第二次世界大戦後の日本の領土を法的に確定したのはサンフランシスコ平和条約であり、カイロ宣言やポツダム宣言は日本の領土処理について、最終的な法的効果を持たない[17][18]。

## 文献情報
- 「F.D.ルーズベルトの中国政策」滝田賢治（一橋研究1975.12.15）
- 「太平洋戦争期の米中関係におけるスティルウェル事件の一解釈」杉田米行『アジア太平洋論叢』第6号 (1996年)